# Gráníkos (mytologie)
Gráníkos (latinsky Granicus) je v řecké mytologii bůh stejnojmenné řeky v Mýsii.
Jeho dcerou byla vodní nymfa Alexirhoé, o níž se vypráví se, že svými půvaby a dívčí krásou tak okouzlila trojského krále Priama, že se stala jeho milenkou. Později mu porodila Aisaka, jednoho z padesáti králových synů.
Jak už to v bájích bývá, jiné prameny uvádějí jako Aisakovu matku Arisbé, první manželku krále Priama.
Samotná řeka Gráníkos je zapsaná v historii tím, že na jejích březích se utkala v roce 334 př. n. l. vojska samotného Alexandra Makedonského s vojsky Persie. Alexandr slavně zvítězil a cestu k dobytí nových území tím otevřel.